# 吳崢
吳崢（1989年7月3日—），臺灣政治幕僚，民主進步黨籍，現任民進黨新聞輿情部主任兼發言人，亦為政治組織「民主鬥陣」成員與發言人以及「二〇四六 台灣」、「這個世代連線」成員，在太陽花學運中擔任媒體組組長而為人所知，現為民進黨新潮流成員
吳崢曾任當時仍為時代力量籍的立法委員林昶佐助理、時代力量發言人、臺北市議員林亮君特別助理。2018年代表時代力量參選臺北市議員，以些微差距落敗；2019年11月8日宣布退出時代力量。2022年以無黨籍再次投入臺北市議員選舉，成為落選頭。2023年5月24日獲民進黨徵召參選新北市第八選舉區立法委員，未能當選；2024年1月22日接任民進黨新聞輿情部主任兼發言人。

## 早年及背景
吳崢出生於美国密西根州，當時父母正在美國留學。三個月後，母親攜吳崢先行返台。吳崢成長於臺北市內湖區，名字取自「與世無爭」，有一弟弟吳為取自「清淨無為」。
吳崢父親是律師，祖父母於1949年隨著中華民國政府來台，祖父吳俊屬胡宗南舊部，官拜陸軍少將。吳崢自稱因為家庭外省背景及少時接觸的書籍多有中国民族主义色彩等因素，政治立場一度傾向中國國民黨。
吳崢畢業於國立政治大學附屬高級中學後，就讀國立臺灣大學政治系，但沒有完成學業。之後因漏斗胸為由，得免服兵役。
2018年吳崢在競選官網上記載國立臺灣大學國家發展研究所學歷，惟當時僅有錄取狀態。

## 政治活動

### 太陽花學運
吳崢自野草莓運動開始關心台灣選舉，認為「台灣的問題在於國民黨黨國體制與裙帶資本主義」，此後其政治立場開始與家庭分歧。吳崢對台灣民主化與近代政治發展產生興趣，開始參與社會運動。2014年2月參加起造工作坊時，認識當時女友賴品妤，也因此在2014年3月18日當晚被找去參加佔領立法院等行動。
太陽花學運期間，吳崢以學生代表身份參加政論節目時表示，自己會持續監督不尊重民意的立法委員，國民黨立委蔡正元認為吳崢不明白立法院的運作並說出：「虧你還是念政治的，你們老師該開除了！」而吳崢隨即表示「你去跟江宜樺講啊！」詭辯的表現使其開始獲得社會關注。
2014年5月10日，前行政院院長郝柏村在統派團體新同盟會成立20周年慶祝大會上，稱太陽花「不是學運，他們攻佔了立法院、行政院，這是政變、這是暴動！」次日吳崢在受訪時反駁指郝柏村當年參與國民黨內「二月政爭」才是真正的政變，如今批評學生「非常可笑」。

### 其他活動
2014年6月12日，陳明義於政論節目為總統馬英九辯護：「我現在說美國是臺灣的一部分，看看明天美国总统歐巴馬會不會出來講話。」，吳崢立即回嗆：「（當然）不會！你是甚麼咖？歐巴馬是美國總統，你什麼咖？他幹嘛理你！」
2014年9月13日，台灣教授協會與彭明敏文教基金會共同主辦「台灣人民自救運動宣言」五十周年紀念學術研討會，彭明敏與三位太陽花學運學生吳崢、黃守達、張芷菱舉行跨世代座談。
2014年11月19日，民主鬥陣發言人吳崢對連勝文陣營發布的街舞廣告CF「同一種世界」提出批評，認為該廣告中年輕人形象空洞，也不貼近他們的生活。連陣營越是強力放送這些文宣，越是暴露出自己與年輕世代的距離及不了解，造成反效果。這次選舉中，連勝文陣營正面或負面文宣都鋪天蓋地，但是從整體來看卻是沒有效果的。「在他們這種氣急敗壞、狗急跳牆、不擇手段、口不擇言的抹黑後，台北市選民是看得出來的。」他（吳崢）自己身邊也有一些政治立場不同、傾向泛藍的同學，但是這波文宣攻勢並未對他們奏效。吳崢以11月18日連勝文陣營發布的街舞廣告為例，該廣告強調所有人都生活在同個世界，比的是專業而非身世背景。然而吳崢認為廣告雖然主打年輕人，但是這些年輕人卻只是影片中的點綴，形象呆板、沒有內容或討論，像一塊塊可以被替換的人形看板，影片也沒有任何實質去貼近青年的生活和想法。吳崢說，連勝文不僅因為個人負面表現明顯，靠文宣難以掩蓋。二來，連陣營越是強力放送這些文宣，越是暴露與年輕世代的距離及不了解，反而造成反效果。

### 反亞投行
2015年3月31日晚間，以黑色島國青年陣線、民主鬥陣為首的30名抗議人士企圖衝撞中華民國總統府，被憲兵及保安人員阻攔，期間至少四人被拘捕；4月1日凌晨，仍有三百多人持續不睡覺並在總統府前靜坐，凌晨3時30分，警方再度集結警力組織人牆強勢逼退抗議群眾。對此參與群眾認為訴求目的達成之後，在發起人賴品妤、吳崢帶領下轉往行政院大陸委員會辦公大樓前集結抗議，直到4月1日上午7時20分召開記者會重申訴求後，才宣告解散。
2015年4月1日，民主鬥陣成員吳崢指出，中华人民共和国外交部表示應避免出現「两个中国」、「一中一台」的問題。而且表明如果台灣要申請加入，就是要按照他們的規則來玩，就是中国大陆與台灣同屬「一个中国」框架，不是中國國民黨所說的「一中各表」。

## 從政生涯

### 時代力量
2018年1月，時代力量舉辦三週年黨慶公布首波議員參選名單，吳崢參選臺北市第三選舉區（松山區、信義區）議員，以些微差距落敗。
2018年10月27日，吳崢在個人臉書表態不支持臺北市市長柯文哲競選連任。
2019年11月8日，吳崢宣布因理念不合退出時代力量。

### 無黨籍

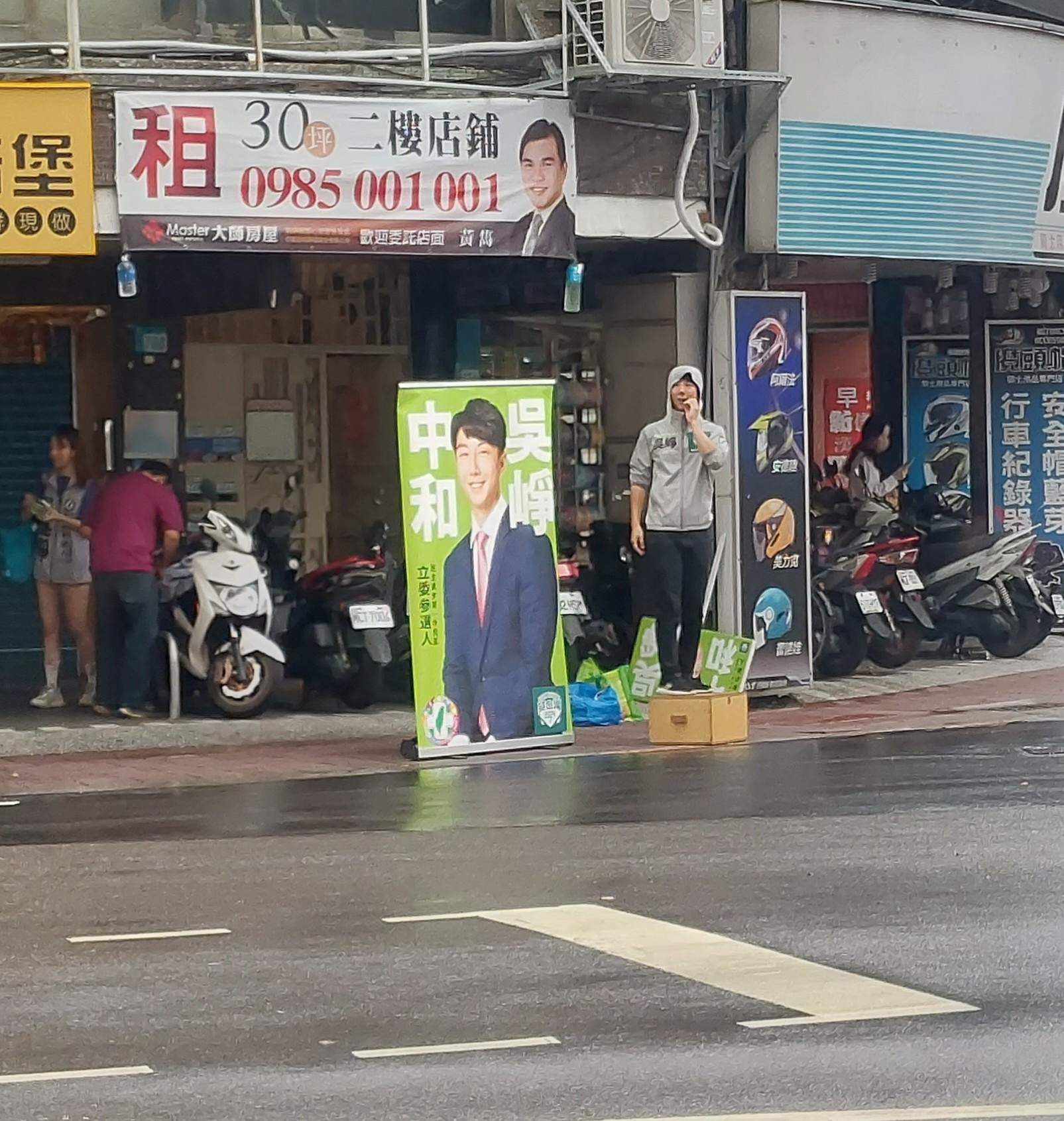
2023年10月2日，吳崢在臺北捷運中和站外冒著風雨拜票。

2020年，立法委員林昶佐發起以改造國家體制等訴求的「二〇四六 台灣」連線，立委洪申翰、賴品妤、縣市議員張之豪、林亮君、林穎孟、黃郁芬、戴瑋姍、曾玟學、黃守達、黃捷、高閔琳等人於10月16日召開記者會宣佈正式成立，時任林亮君助理的吳崢亦以共同發起人身份參與。
2022年4月25日，吳崢宣布再度參選臺北市第三選舉區（松山區、信義區）議員，以396票之差成為落選頭。

### 民主進步黨
2023年5月24日，民主進步黨中央執行委員會徵召吳崢代表「民主大聯盟」入黨參選新北市第八選舉區立法委員。最終敗給中國國民黨籍候選人張智倫，父親為前立法委員張慶忠，母親為中和區市議員陳錦錠。
2024年1月22日，吳崢接任民進黨新聞輿情部主任兼發言人。

## 個人生活
吳崢曾與太陽花學運之同伴賴品妤以及三立新聞台記者兼主播謝家璇戀愛。
2018年自網路上領養一隻名為「阿咪」的賓士貓。
吳崢信仰長老宗，為台灣基督長老教會教友。

## 爭議

### 傳播關稅錯誤資訊並揚言提告
2025年8月1日，吳崢在臉書表示，美國所謂「對台灣 20% 對等關稅」消息為假資訊，對「惡意散布關稅假消息」者「絕對提告」，引發部分支持者批評其恐嚇言論可能限制言論自由。(Yahoo新聞)

### 評台積電事件並批國民黨「唱衰台灣」
2025年8月7日，針對美國半導體課稅政策，吳崢在臉書稱台積電赴美投資策略具遠見，並與國民黨高層對台積電的批評形成對比，強調「誰真心為台灣做事，誰只會唱衰台灣，一目了然」。(中央社)

### 罷免案中批林沛祥「搞得烏煙瘴氣」
2025年7月20日，在罷免國民黨立委林沛祥活動中，吳崢批評林「自稱前 1% 優秀人才，卻把立法院搞得烏煙瘴氣」，引發媒體與公眾討論。(中央社)

### 批黃國昌製造「雜質說」過度連結
2025年6月25日，賴清德總統於「團結國家十講」中提到透過選舉「打掉雜質」，引發在野黨批評影射。吳崢回應此為民主強化過程，不針對在野黨，並批評在野黨過度敏感。(聯合新聞網)

### 稱民眾黨「不直播涉國安」是造謠下限
2025年6月16日（據報導），吳崢反擊民眾黨發言人指控其造謠，稱對方散播「涉及國安機密不直播」的說法是「秀下限到什麼程度？」(Yahoo新聞)

### 籲民眾黨與黃國昌停止造謠
2025年6月（具體日期未公布），吳崢在民進黨聲明中批評民眾黨與黃國昌散布錯誤資訊，稱「謊言講一百次依舊是謊言」，呼籲停止造謠。(民進黨官網)

### 指控國民黨「說反共卻不敢揭中共」
2025年4月13日，針對國民黨主席朱立倫批評民進黨「抹紅、出賣台灣」，吳崢反擊國民黨「喊反共卻不敢說是哪個國家恫嚇台灣」，暗指中國，並強調民進黨守護台灣。(中央社)

### 比喻國民黨與民眾黨為「人頭」來源
2025年3月17日，回應黃國昌批評民進黨「把人民當人頭」，吳崢反擊國民黨與民眾黨才是「人頭製造者」，舉例國民黨罷免連署錯假率高達三至四成，甚至出現近 1,400 名死亡者連署，並指民眾黨涉「假發票、假帳」與「人頭公司」疑雲。(CNEWS匯流新聞網)

## 選舉紀錄
| 年度 | 選舉屆數               | 選舉區           | 所屬政黨   | 得票數 | 得票率 | 當選標記 | 備註 |
| ---- | ---------------------- | ---------------- | ---------- | ------ | ------ | -------- | ---- |
| 2018 | 第十三屆臺北市議員選舉 | 臺北市第三選舉區 | 時代力量   | 11,246 | 5.04%  |          |      |
| 2022 | 第十四屆臺北市議員選舉 | 臺北市第三選舉區 | 無黨籍     | 14,686 | 6.87%  |          |      |
| 2024 | 第十一屆立法委員選舉   | 新北市第八選舉區 | 民主進步黨 | 77,763 | 36.97% |          |      |

## 外部連結
- 吳崢的Facebook專頁
- 吳崢的Instagram帳戶